# Darlington (West-Australië)
Darlington is een plaats in de agglomeratie Perth in West-Australië, 20 kilometer ten oosten van Perth. Het ligt ten noorden van de rivier Helena in de Darling Range. In 2016 telde Darlington 3.656 inwoners tegenover 3.444 in 2006.

## Geschiedenis
Voor de kolonisatie door de Europeanen werd het gebied reeds duizenden jaren door de Beeloo, een stam van de Aborigines Wajuktaalgroep, bewoond. Rond 1827 verkenden kapitein James Stirling en botanicus Charles Fraser de streek. Ze waren op zoek naar vruchtbare landbouwgrond. Charles Fraser vernoemde de General Darling Range naar de toenmalige gouverneur van de kolonie New South Wales, generaal Ralph Darling. Tegen 1840 was er een pad aangelegd door houthakkers die zich een weg gebaand hadden door de Darling Range naar York.
Dr Alfred Waylen, de Chief Medical Officer van de kolonie aan de rivier de Swan, kocht in 1883 een lap grond in de Darling Range om er een wijngaard op te ontwikkelen. De wijngaard noemde hij de Darlington Vineyard. Het was vooral Waylens zakenpartner, Josceline Amherst, die zich na Waylens opruststelling in 1889 met de gang van zaken op de wijngaard bezig hield. Tegen de eeuwwisseling bestond Darlington Vineyard uit vier hectare fruitbomen en twintig hectare wijngaard.
In 1889 werd er een spoorwegstation gebouwd. Dat kreeg eveneens de naam Darlington. Gaandeweg vestigden zich meer kolonisten in het gebied om in de fruitteelt, plantenkwekerijen, steengroeven of houtzagerij te werken. Sommigen trokken verder maar bouwden weekendhuisjes. Andere gingen werken in de stad Perth en reisden met de trein. In het begin van de 20e eeuw bloeiden de pensions in de Darling Range. Ook in Darlington waren er een aantal. De twee bekendste bestaan nog steeds: Dalry Lodge en Leithdale. Leithdale werd opengehouden door de auteur Molly Skinner die er in 1922 de Britse schrijver D.H. Lawrence ontving. Ze schreven samen het boek The Boy in the Bush. Molly Skinners autobiografie The Fifth Sparrow geeft een levendige beschrijving van het leven in Darlington in die tijd.
Tegen de jaren 1930 had Darlington een winkel, een postkantoor, een theehuis, een basisschool, een slagerij en enkele kerken. Op 1 december 1939 werd Darlington officieel erkend.

## Toerisme
- De Railway Reserves Heritage Trail loopt door Darlington.[3]
- Er zijn verscheidene nationale parken in de omgeving waaronder het nationaal park Kalamunda en het nationaal park Beelu.[3]
- In de oude Boya steengroeve wordt aan rotsklimmen gedaan.[5]

## Bekende bewoners
- Guy Grey-Smith (1916 – augustus 1981) , een kunstschilder en keramist[6]
- Robert Juniper (7 januari 1929 – 20 december 2012), artiest, kunstschilder en beeldhouwer[7]
- A. O. Neville (20 november 1875 – 18 mei 1954), ambtenaar bekend als hoofd Protector of Aborigines[8]
- Molly Skinner (19 september 1876 – 25 mei 1955), verpleegster en schrijfster[9]
- George Temple-Poole (29 mei 1856 – 27 februari 1934), ambtenaar en architect[10]
- Richard Woldendorp (Utrecht, Nederland, 1 januari 1927 - )[11]

## Galerij

Darlington
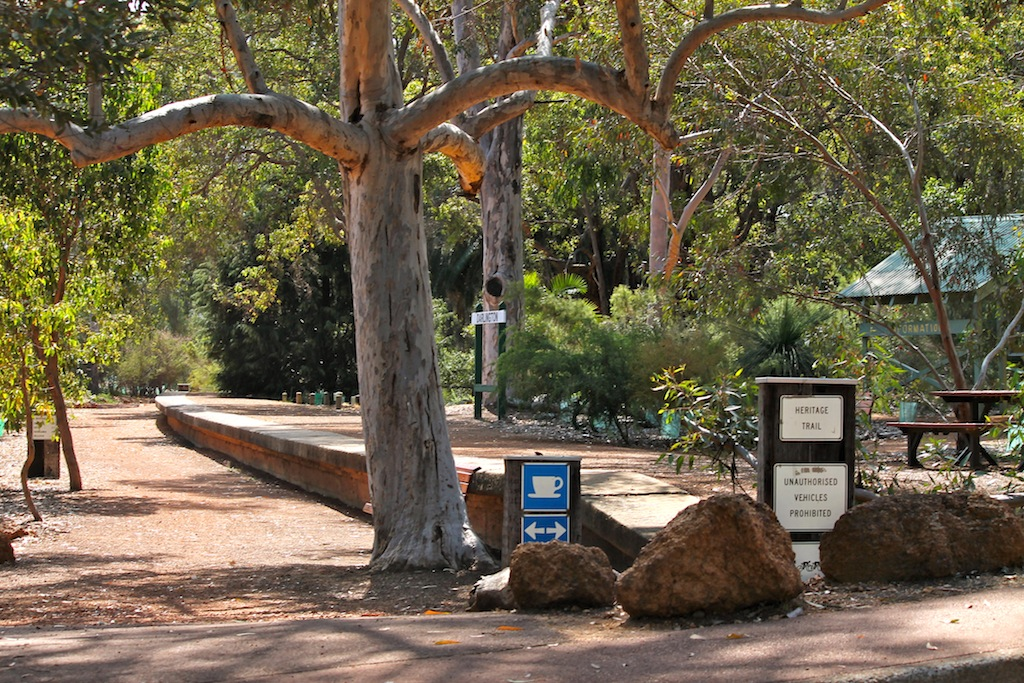
Oud spoorwegperron
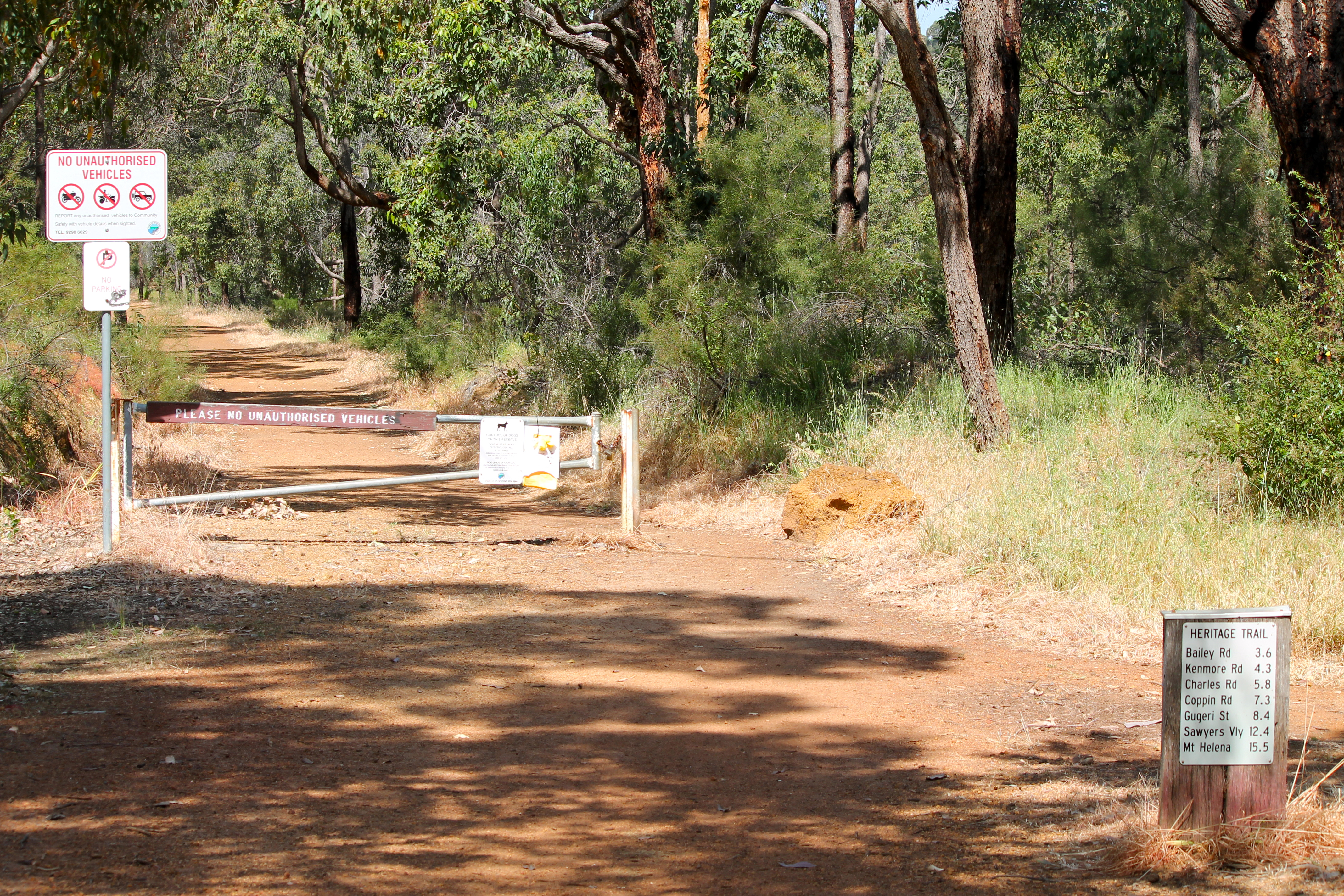
Heritage Trail
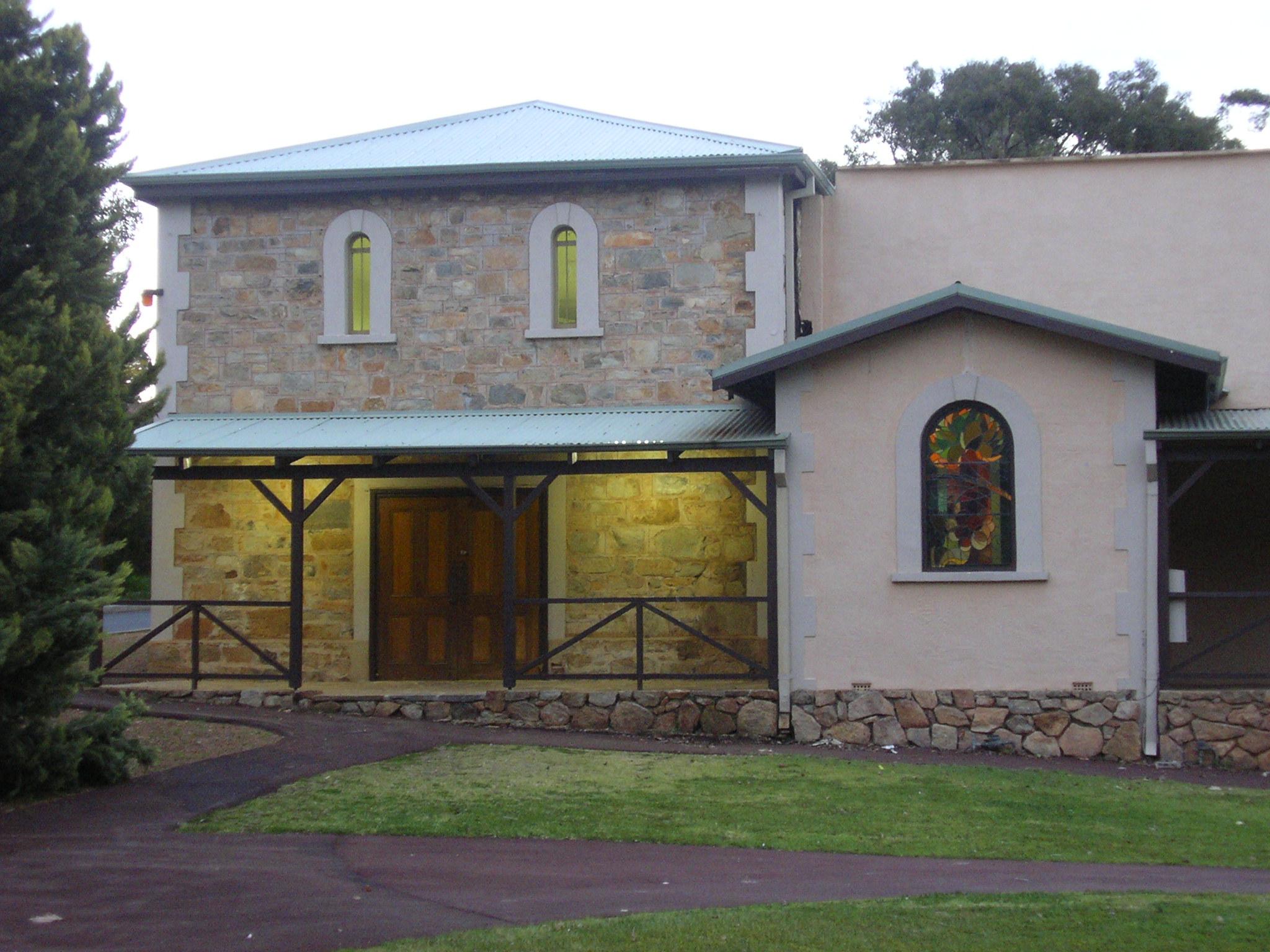
Darlington Hall
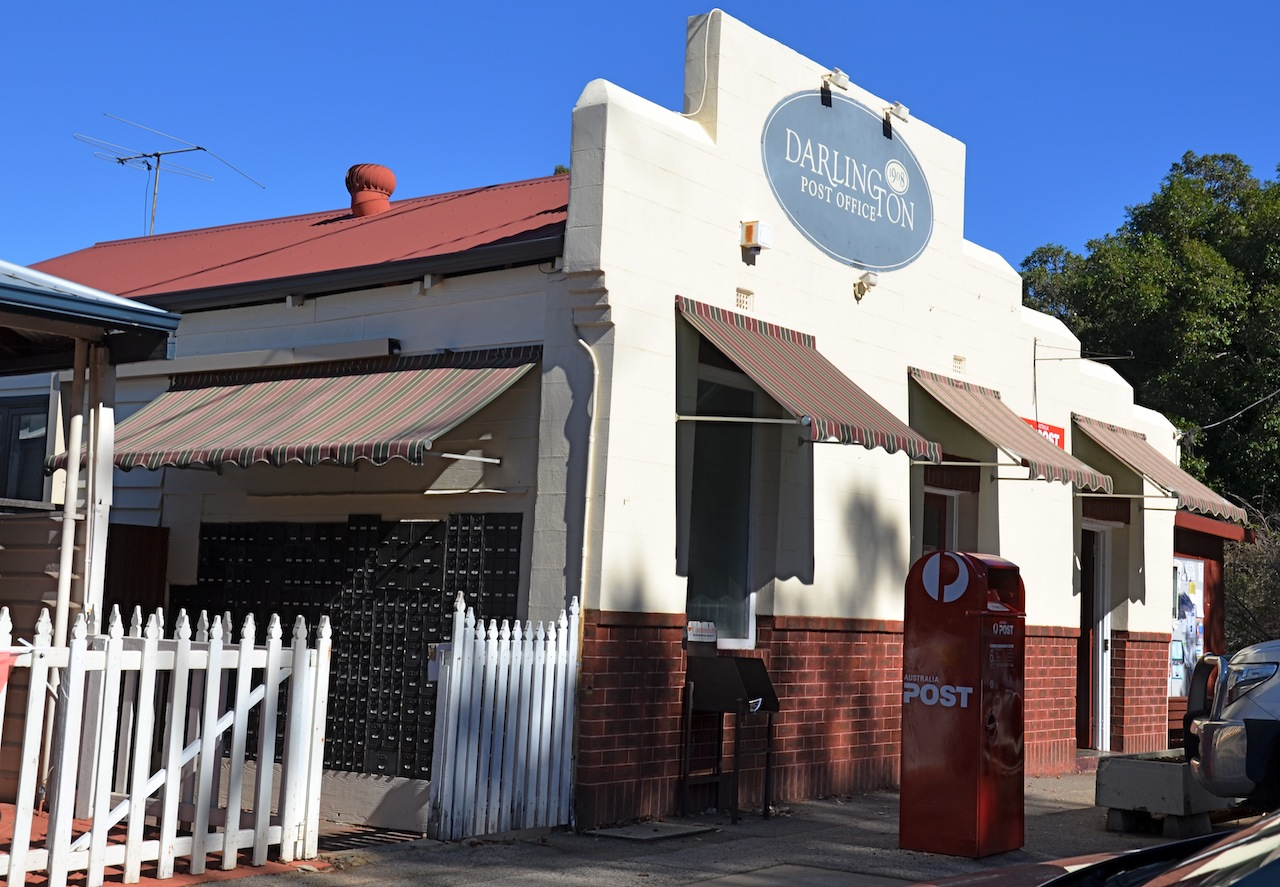
Postgebouw
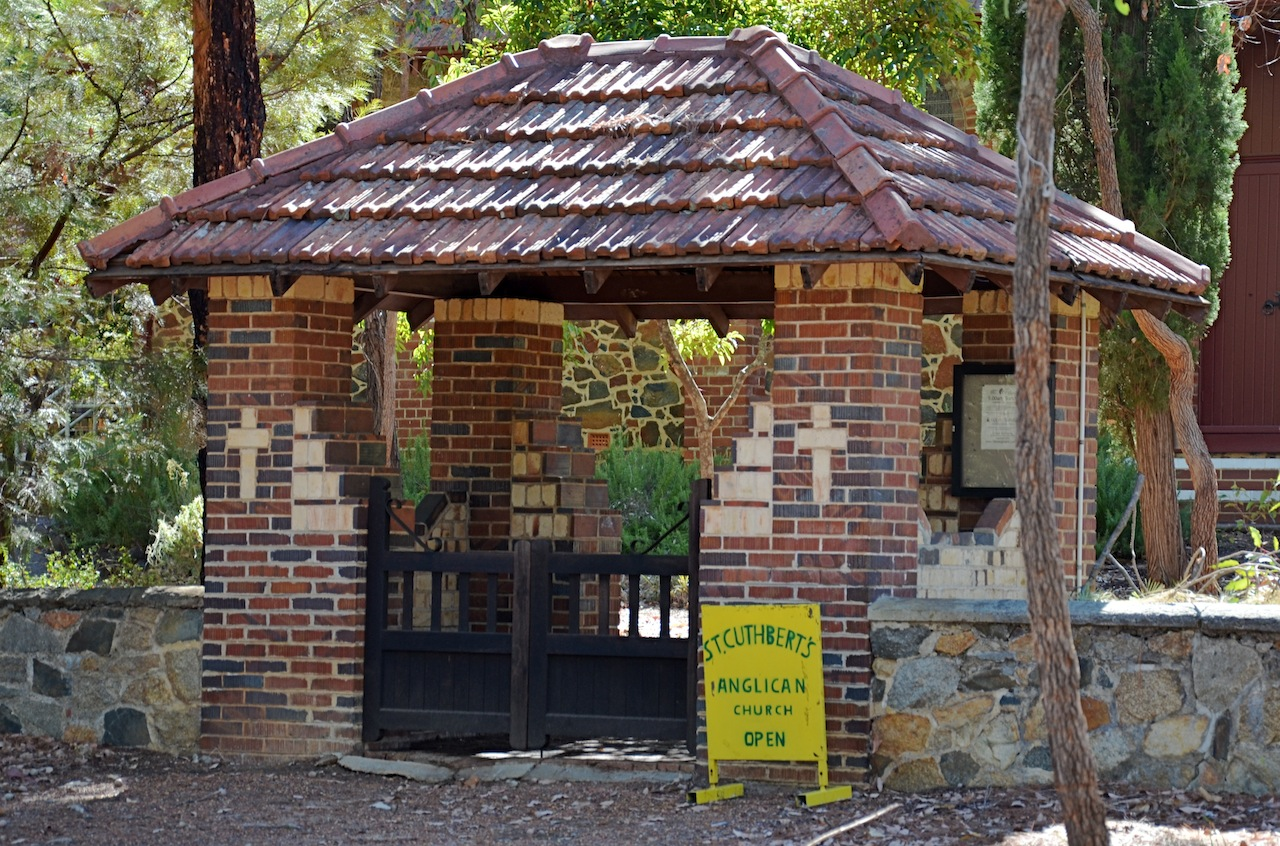
Ingang St Cuthberts

## Klimaat
| Maand                                  | jan  | feb  | mrt  | apr  | mei  | jun   | jul   | aug   | sep  | okt  | nov  | dec  | Jaar  |
| -------------------------------------- | ---- | ---- | ---- | ---- | ---- | ----- | ----- | ----- | ---- | ---- | ---- | ---- | ----- |
| Gemiddeld maximum (°C)                 | 31,8 | 31,9 | 29,7 | 25,6 | 21,8 | 19,0  | 17,9  | 18,6  | 20,2 | 22,8 | 26,0 | 29,0 | 24,5  |
| Gemiddeld minimum (°C)                 | 17,1 | 17,5 | 15,9 | 13,0 | 10,4 | 9,0   | 8,0   | 8,1   | 8,9  | 10,3 | 12,8 | 14,9 | 12,2  |
|                                        |      |      |      |      |      |       |       |       |      |      |      |      |       |
| Neerslag (mm)                          | 11,1 | 15,1 | 16,2 | 40,1 | 98,5 | 155,6 | 156,0 | 119,0 | 72,2 | 43,2 | 25,6 | 11,3 | 763,9 |
| Zonuren (uur/dag)                      | 11,5 | 11,0 | 9,5  | 8,1  | 6,9  | 6,0   | 6,1   | 7,1   | 7,8  | 9,5  | 10,7 | 11,5 | 8,8   |
| Regendagen (dag)                       | 1,5  | 1,5  | 2,3  | 5,3  | 9,9  | 13,7  | 14,9  | 13,1  | 10,3 | 6,7  | 4,2  | 2,2  | 85,6  |
| Bron: Australian Bureau of Meteorology |      |      |      |      |      |       |       |       |      |      |      |      |       |